# Missa Normativa
La Missa Normativa, ou Messe normative, est un prototype de messe du Rite romain datant de 1967, créé dans le cadre de la réforme liturgique lancée par le Concile Vatican II.
Elle est célébrée dans la chapelle Sixtine le 24 octobre 1967, durant le premier Synode des évêques.

## Histoire
Le concile Vatican II, à travers la constitution liturgique Sacrosanctum Concilium de décembre 1963, demande une révision des livres liturgiques. Paul VI crée le Consilium ad exsequendam Constitutionem de Sacra Liturgia pour mettre en œuvre cette révision, dont Annibale Bugnini est le secrétaire.
Selon certains periti (experts) du Consilium, notamment le responsable Johannes Wagner (de) du Coetus 10, les premières instructions de 1964 ne vont pas assez loin. L'objectif était donc de libérer le missel de tous les rubriques perçues comme "médiévales". Le document Quaestiones tractandae (avril 1964) du Coetus 10 lance les principes de base pour de nouvelles réformes.

Le lundi 24 octobre 1967, le nouveau prototype de messe, appelée Missa Normativa, est « exécutée » ad experimentum pour la première fois lors du premier Synode des évêques dans la chapelle Sixtine. Annibale Bugnini juge l'événement comme suit :

« Il faut dire d’emblée que l’expérience n’a pas abouti. En effet, d’une certaine manière, cela a produit l’effet inverse et a pesé sur le vote dans un sens négatif.
(Occorre dire subito che l’esperimento non riuscì. Anzi, in certo modo, produsse l’effetto contrario e pesò sulla votazione in senso negativo.) »

Le résultat du vote des évêques est extrêmement ambigu : 71 évêques ont voté pour (placet), 43 contre (non placet), et 62 y ont vu une base de discussion (placet iuxta modum).